# Bernd Marin

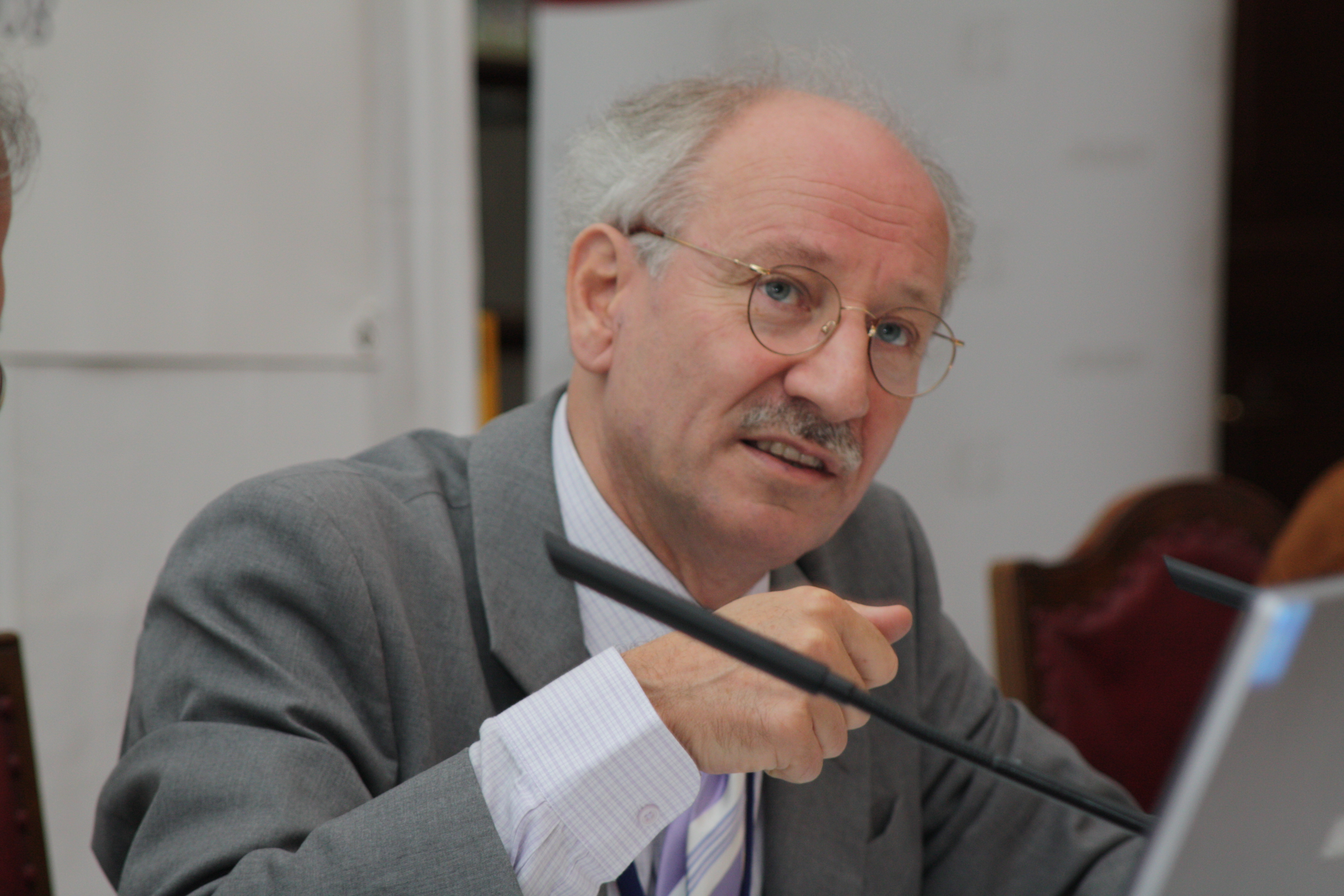
Bernd Marin (2008)

Bernd Marin (* 6. August 1948 als Bernd Tichatschek in Wien) ist ein österreichischer Sozialwissenschaftler.

## Leben
Marin besuchte das Theresianum und maturierte am Bundesgymnasium Mödling (Keimgasse). Danach studierte er von 1967 bis 1975 Sozial- und Wirtschaftswissenschaft an der Universität Wien und absolvierte von 1972 bis 1974 ein Post-Graduate-Training am Institut für Höhere Studien. 1982 habilitierte er sich an der Universität Linz.
1972 nahm er seine Lehrtätigkeit an verschiedenen österreichischen Universitäten auf. 1976–1984 war er Mitarbeiter des Instituts für Konfliktforschung in Wien.
Von 1988 bis 2015 war er Executive Director des mit den Vereinten Nationen verbundenen European Centre for Social Welfare Policy and Research in Wien, 1984–1988 Professor of Comparative Political and Social Research am Europäischen Hochschulinstitut (European University Institute, EUI), der EU-Universität in Florenz, 1986/87 Dekan für Gesellschaftswissenschaften. Marin hielt Gastvorlesungen an zahlreichen europäischen Universitäten und in Übersee, wie an den Universitäten Harvard, M.I.T., Columbia, New York, New School for Social Research, City University of New York, Cornell University, Berkeley, Los Angeles, Montréal, Budapest, Moskau, Roskilde, Barcelona, Amsterdam, Kent (Canterbury), Bielefeld, Paris (Institut d’Études Politiques, Sciences Po) und Sophia-Universität (Tokyo) und war Gastprofessor in Zürich, Warschau, Florenz und Innsbruck. In den Jahren 2010 bis 2013 war er Profesor Visitante por el Instituto Universitario de Ciencias de la Salud, Fundación H.A. Barceló, Faculdad de Medicina, in Buenos Aires, Argentinien, Visiting Professor for Social Policy an der Hebrew University in Jerusalem, Gastvortragender am MCTC von Mashav in Haifa und Gastprofessor an der Universidad Complutense in Madrid.
Weiters lehrte und forschte er an außeruniversitären Forschungszentren wie dem Tavistock Institute London, LABOS Rom, SISWO Amsterdam, NIZW Utrecht, STAKES Helsinki, IMSERSO Madrid, IIASA Laxenburg, IWM Wien, am Institut für Höhere Studien (IHS), Wien, dem Management-Institut des Wissenschaftszentrum für Sozialforschung (WZB), Berlin, am Max-Planck Institut für Sozialwissenschaften (Starnberg) und dem Max-Planck Institut für Gesellschaftsforschung (MPIG, Köln), am Deutschen Zentrum für Altersfragen (DZA) Berlin, an der L’École Nationale d’Administration (ENA), dem Centre de Sociologie des Organisations (C.S.O./CNRS) und am Maison des Sciences de l’Homme, Paris.
Marin war und ist Berater internationaler Organisationen und NGOs, wissenschaftlicher Rapporteur der III. Europäischen Sozialministerkonferenz 1993 in Bratislava, Experte zum UN-Weltsozialgipfel 1995 in Kopenhagen und zum Regional Follow-up 1998 in Wien, Rapporteur zur Regionalen Implementierungsstrategie (RIS) zum II. Weltaltenplan 2002 (MIPAA) sowie zu den Interministeriellen UNO-Konferenzen zu Altersfragen in Madrid 2002, Berlin 2002, León 2007 und Wien 2012, seit 2004 mit einem Mandat bis 2014 Monitoring der RIS für U.N.-Europa. Er war Mitglied verschiedener Pensionsreformkommissionen in Österreich, 2009 Gründungsmitglied, viele Jahre Vorstand und nunmehr Wissenschaftlicher Beirat der Österreichischen Plattform für Interdisziplinäre Altersfragen (ÖPIA), seit 2010 ist er Vorsitzender des Beirats der SeneCura, 2012 bis 2015 Mitglied der Beratungskommission der Österreichischen Akademie der Wissenschaften (ÖAW) über Internationale Wirtschafts- und Finanzpolitik / Finance and Global Economic Development, seit 2013 Mitglied der UNECE-Task Force on Ageing-related Statistics der Conference of European Statisticians und arbeitete unter anderen mit der Weltbank, OECD, WHO, ILO, ISSA, dem Europarat, der EBRD, ISSC, ICSW sowie der Europäischen Kommission (zuletzt 2013 an der Entwicklung eines Active Ageing Index/AAI) zusammen.
Marin ist Autor von über 150 Publikationen in zahlreichen Sprachen und über zwanzig Buchveröffentlichungen, zuletzt u. a. über innovative Beschäftigungsinitiativen, Berufsunfähigkeit, Alterung, Pensionsreformen, Langzeitpflege sowie die Zukunft der Arbeit und einer nachhaltigen Wohlfahrtsgesellschaft. Zur Millenniumswende und seither erschienen u. a. Bücher über Pensionsreformen. Nachhaltiger Sozialumbau am Beispiel Österreichs, (mit Ch. Prinz, Okt. 1999, 500 S., 2. Aufl.), Innovative Employment Initiatives (Ed. with Dennis Snower and Danièle Meulders, 2000, 555 p), Facts and Figures on Disability Welfare (with Ch. Prinz, 2003, 104 p), Transforming Disability Welfare Policies. Towards Work and Equal Opportunities, (Ed. with Ch. Prinz and M. Queisser, 2004, 390 p), Mainstreaming Ageing (Ed. with Asghar Zaidi, 2008, 850 p), Women’s Work and Pensions (Ed. with Eszter Zólyomi, 2010, 312 p), Facts and Figures on Healthy Ageing and Long-term Care. Europe and North America (with R. Rodrigues, M. Huber, G. Lamura et al., 2012, 122 p). Die Monographie Welfare in an Idle Society? Reinventing Retirement, Work, Wealth, Health, and Welfare (2013, 701 p) hat große Resonanz und Zustimmung gefunden.
Von 15. Oktober 2015 bis Ende Juni 2016 war er Rektor der Webster Vienna Private University.

## Publikationen (Auswahl)
- The Future of Welfare in a Global Europe. Ed., Sept. 2015
- Welfare in an Idle Society? Reinventing Retirement, Work, Wealth, Health, and Welfare. 2013
- Facts and Figures on Healthy Ageing and Long-Term Care. Europe and North America. With K. Gasior, M. Huber, G. Lamura, O. Lelkes, R. Rodrigues, A. Schmidt, E. Zólyomi, 2012
- Women's Work and Pensions: What is Good, What is Best? Designing Gender-Sensitive Arrangements. Ed. with E. Zólyomi, 2010
- Facts and Figures on Long-Term Care. Europe and North America. With M. Huber, R. Rodrigues, F. Hoffmann, K. Gasior, 2009
- Mainstreaming Ageing. Indicators to Monitor Sustainable Policies. Ed. with Asghar Zaidi, 2007
- Transforming Disability Welfare Policies. Towards Work and Equal Opportunities. Ed. with Ch. Prinz and M. Queisser, 2004
- Facts and Figures on Disability Welfare. With Ch. Prinz, 2003
- Innovative Employment Initiatives. Ed. with Dennis Snower and Danièle Meulders, 2000
- Antisemitismus ohne Antisemiten. Autoritäre Vorurteile und Feindbilder. 2000
- Pensionsreformen. Nachhaltiger Sozialumbau am Beispiel Österreichs. With Ch. Prinz, 1999, 2nd ed.
- Managing AIDS: Organizational Responses in Six European Countries. Ed. with Patrick Kenis, 1997
- Die Zukunft des Alterns. Sozialpolitik für das Dritte Lebensalter. Ed. with A. Evers and K. Leichsenring, 1994
- Welfare in a Civil Society. Hauptautor, 1993
- Policy Networks. Empirical Evidence and Theoretical Considerations. Ed. with R. Mayntz, 1991
- Generalized Political Exchange. Antagonistic Cooperation and Integrated Policy Circuits. Editor, 1990
- Governance and Generalized Exchange. Self-Organizing Policy Networks in Action. Editor, 1990